# Raymond (Minnesota)
Raymond é uma cidade localizada no estado americano de Minnesota, no Condado de Kandiyohi.

## Demografia
Segundo o censo americano de 2000, a sua população era de 803 habitantes.
Em 2006, foi estimada uma população de 757, um decréscimo de 46 (-5.7%).

## Geografia
De acordo com o United States Census Bureau tem uma área de 1,6 km², dos quais 1,6 km² cobertos por terra e 0,0 km² cobertos por água. Raymond localiza-se a aproximadamente 330 m acima do nível do mar.

## Localidades na vizinhança
O diagrama seguinte representa as localidades num raio de 20 km ao redor de Raymond.